# 山梨県東部地震
山梨県東部地震（やまなしけんとうぶじしん）とは、1983年8月8日12時47分58秒頃、山梨県と神奈川県の県境付近で発生したマグニチュード 6.0の直下型地震である。この地域では、度々M5.5前後の地震が発生している。

## 各地の震度
| 震度 | 都道府県 | 観測所 |
| ---- | -------- | ------ |
| 4    | 山梨県   | 甲府   |
| 4    | 静岡県   | 三島   |
| 4    | 東京都   | 東京   |
| 4    | 神奈川県 | 横浜   |

また、震度1～3を西は大阪府、北は岩手県までの広い範囲で観測している。

## 被害
- 死者: 1名
- 負傷者: 29名
- 家屋半壊: 1戸
- 一部損壊: 278戸

被害は、山梨県東部の19市町村に及び、特に大月市に被害が集中した。また、神奈川県丹沢山中でこの地震により発生した落石に直撃された1名が死亡した。

## 地殻変動
地震震央の北西31km にあった国立防災科学技術センター（防災科学技術研究所の前身）の塩山観測点（ENZ）に設置されたボアホール型傾斜計は、この地震発生の18日前から10日間にわたって大きな傾斜変化が観測されていた。